# Gyrophaena minima
Gyrophaena minima – gatunek chrząszcza z rodziny kusakowatych i podrodziny rydzenic.

## Taksonomia
Gatunek ten opisany został po raz pierwszy w 1837 roku przez Wilhelma Ferdinanda Erichsona.

## Morfologia
Chrząszcz o wydłużonym ciele długości od 1 do 1,4 mm. Głowa jest brązowa, 1,7 raza szersza niż dłuższa, zaopatrzona w wyłupiaste oczy. Na jej powierzchni widnieją rozproszone i delikatne punkty. Barwa czułków jest żółta. Ich człony od szóstego do dziesiątego są wyraźnie szersze niż dłuższe. Przedplecze jest rudożółte lub brązowawożółte, o rozproszonych po całym dysku punktach, spośród których zwykle zaznaczają się dwa silniejsze w tylnej jego połowie. Pokrywy są rudożółte do brązowożółtych w połowie przedniej i ciemniejsze w tylnej. Ich punktowanie jest rozproszone, opatrzone ziarenkami i nie przybiera formy nakłuć. Kolor odnóży jest żółty do pomarańczowego. Odwłok ma ubarwienie rudożółte lub brązowawożółte z ciemniejszą przepaską poprzeczną.

## Ekologia i występowanie
Owad rozmieszczony od nizin po niższe położenia w górach. Jest polifagicznym mykofagiem. Bytuje w porastających pnie i pniaki owocnikach różnych gatunków grzybów, w tym w łuskwiaku zmiennym, maślankach i pieniążnicy szerokoblaszkowej.
Gatunek palearktyczny. W Europie znany jest z Irlandii, Wielkiej Brytanii, Francji, Belgii, Holandii, Niemiec, Szwajcarii, Austrii, Włoch, Danii, Szwecji, Norwegii, Finlandii, Estonii, Łotwy, Litwy, Polski, Czech, Słowacji, Węgier, Ukrainy, Rumunii, Bułgarii, Chorwacji, Bośni i Hercegowiny oraz europejskiej części Rosji, a w Azji z wschodniosyberyjskiej części Rosji. Na południowy zachód osiąga Pireneje.